# SN 2006gw
SN 2006gw – supernowa typu Ia odkryta 11 września 2006 roku w galaktyce A015753-0032. W momencie odkrycia miała maksymalną jasność 21,70m.